# Can Noguera (Bigues)
|  | Per a altres significats, vegeu «Can Noguera (la Garriga)». |

Can Noguera és una masia a Bigues (poble del Vallès) al sector central del terme, a prop i al nord-oest del Rieral de Bigues, a la dreta del Tenes. El seu accés és des de la carretera BP-1432, en el punt quilomètric 23,4, des d'on una pista rural en bon estat travessa el riu just al nord de les Barbotes, i en uns 250 metres mena a Can Noguera.

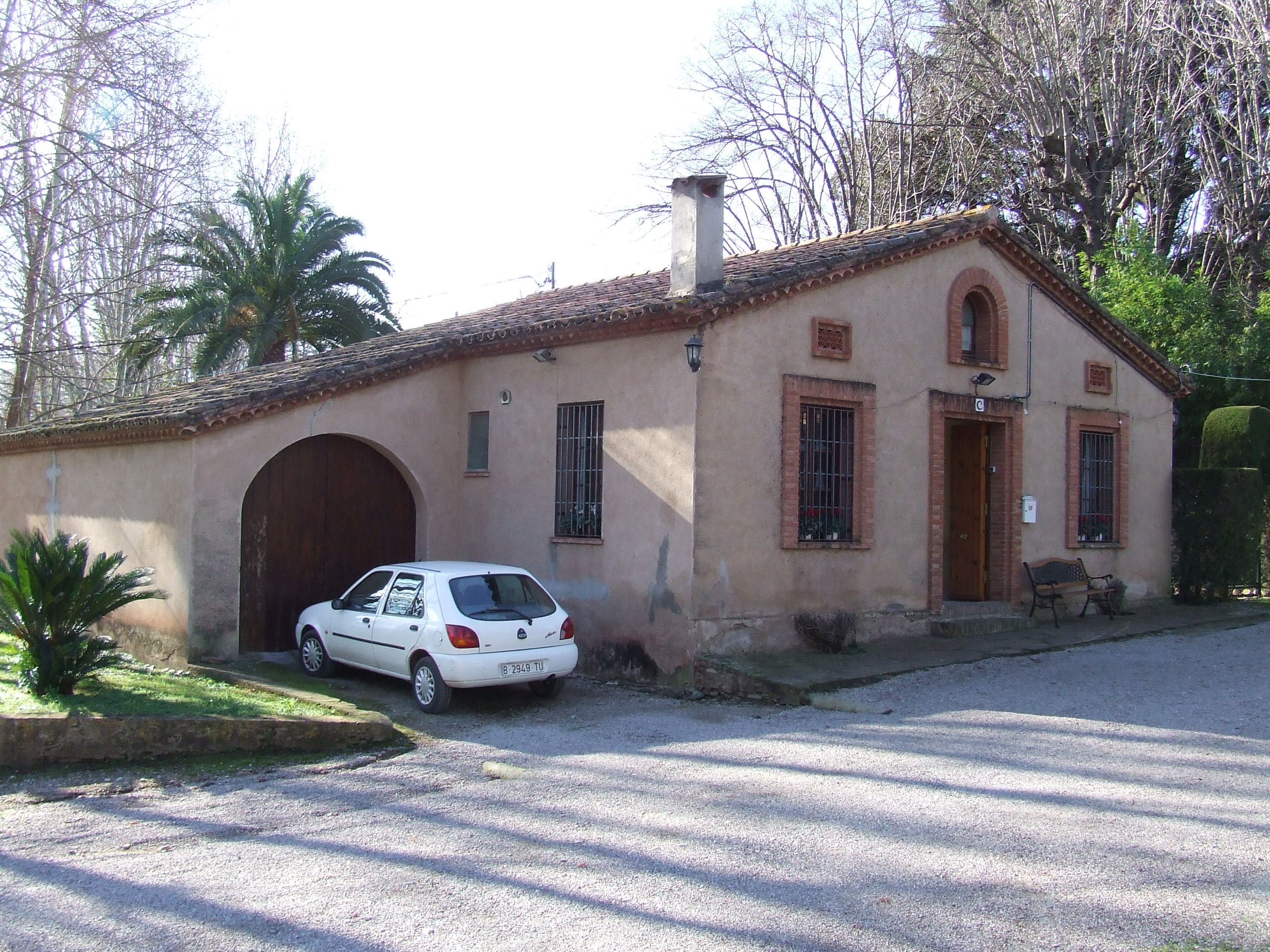
Dependències de Can Noguera: la masoveria

Al nord d'aquesta masia hi ha el Camp de Palau, a ponent, les Costes de Can Noguera, al sud-oest, la Quintana de Can Noguera i al nord-est la masia subsidiària de Can Noguereta.
És una de les masies històriques del terme. Data del segle xvii, amb nombroses modificacions al llarg del segle xx. És de planta basilical, corresponent a la part més antiga, però alhora té elements modernistes, en edificis annexos com la capella de la Mare de Déu de Montserrat, la granja i la porteria del conjunt arquitectònic, a més dels elements decoratius de la façana principal.
En els voltants, a més, hi ha tot d'edificis de dependències del mas, entre les quals destaca la casa dels masovers, una antiga planta embotelladora d'aigua, i diverses quadres i estables. Al nord de la casa principal, a ran del Tenes, hi ha un petit parc, amb una font també construïda a principis del segle xx.
Està inclosa a l'Inventari del patrimoni cultural i en el Catàleg de masies i cases rurals de Bigues i Riells.